# Bộ Chính trị Ban Chấp hành Trung ương Đảng Cộng sản Nga khóa VI (1917–1918)
Bộ Chính trị Ban Chấp hành Trung ương Đảng Cộng sản Nga khóa VI (1917-1918) được bầu tại Hội nghị Trung ương lần thứ nhất của Ban chấp hành Trung ương Đảng Lao động Dân chủ Xã hội Nga (Bolsheviks) khóa VI được tổ chức ngày 4/8/1917.

## Lịch sử
Sau khi Đại hội Đảng Lao động Dân chủ Xã hội Nga khóa VI bầu ra Ban Chấp hành Trung ương Đảng ngày 3/8/1917. Tại Hội nghị lần thứ nhất, Ban Chấp hành Trung ương Đảng đã bầu ra Thành phần hẹp là cơ quan thường vụ của Trung ương Đảng với nhiệm vụ ban đầu giải quyết các công việc thường trực khi Trung ương Đảng không tổ chức được cuộc họp.

## Thành phần hẹp
Thành phần hẹp là cơ quan thường trực của Trung ương Đảng để chuẩn bị tiến hành cho Cách mạng tháng Mười.
| Tên (sinh – mất)               | Bắt đầu  | Kết thúc   | Thời gian | Chức vụ kiêm nhiệm                                                                                  | Ghi chú |
| ------------------------------ | -------- | ---------- | --------- | --------------------------------------------------------------------------------------------------- | ------- |
| Andrei Bubnov (1884–1938)      | 4/8/1917 | 10/10/1917 | 68 ngày   | Ủy viên Trung ương Đảng                                                                             |         |
| Felix Dzerzhinsky (1887–1926)  | 4/8/1917 | 10/10/1917 | 68 ngày   | Bí thư Trung ương Đảng Ủy viên Trung ương Đảng                                                      |         |
| Adolph Joffe (1883–1927)       | 4/8/1917 | 10/10/1917 | 68 ngày   | Bí thư Trung ương Đảng Ủy viên dự khuyết Trung ương Đảng Ủy viên Ủy ban Cách mạng Quân sự Petrograd |         |
| Vladimir Milyutin (1884–1937)  | 4/8/1917 | 10/10/1917 | 68 ngày   | Ủy viên Trung ương Đảng Đại biểu Đoàn chủ tịch Hội đồng thành phố Petrograd                         |         |
| Matvei Muranov (1873–1959)     | 4/8/1917 | 10/10/1917 | 68 ngày   | Bí thư Trung ương Đảng Đại biểu Đoàn chủ tịch Hội đồng thành phố Petrograd                          |         |
| Yakov Sverdlov (1885–1919)     | 4/8/1917 | 10/10/1917 | 68 ngày   | Bí thư Trung ương Đảng Ủy viên Trung ương Đảng Ủy viên Ủy ban Cách mạng Quân sự Petrograd           |         |
| Grigori Sokolnikov (1888–1939) | 4/8/1917 | 10/10/1917 | 68 ngày   | Ủy viên Trung ương Đảng Ủy viên Ủy ban điều hành Đại biểu Công Nông Xô Viết Petrograd               |         |
| Joseph Stalin (1878–1953)      | 4/8/1917 | 10/10/1917 | 68 ngày   | Ủy viên Trung ương Đảng                                                                             |         |
| Elena Stasova (1873–1966)      | 4/8/1917 | 10/10/1917 | 68 ngày   | Bí thư Trung ương Đảng Ủy viên Trung ương Đảng Bí thư chuyên trách Trung ương Đảng                  |         |
| Moisei Uritsky (1873–1918)     | 4/8/1917 | 10/10/1917 | 68 ngày   | Ủy viên Trung ương Đảng                                                                             |         |
| Stepan Shahumyan (1878–1919)   | 4/8/1917 | 10/10/1917 | 68 ngày   | Ủy viên Trung ương Đảng Chủ tịch Xô Viết Đại biểu Lao động Baku                                     |         |

## Bộ Chính trị (bầu từ 10/10 bởi Trung ương Đảng)
| Tên (sinh – mất)               | Bắt đầu    | Kết thúc   | Thời gian |
| ------------------------------ | ---------- | ---------- | --------- |
| Andrei Bubnov (1884–1938)      | 10/10/1917 | 29/11/1917 | 50 ngày   |
| Lev Kamenev (1883–1936)        | 10/10/1917 | 29/11/1917 | 50 ngày   |
| Grigori Sokolnikov (1883–1936) | 10/10/1917 | 29/11/1917 | 50 ngày   |
| Vladimir Lenin (1870–1924)     | 10/10/1917 | 29/11/1917 | 50 ngày   |
| Joseph Stalin (1878–1953)      | 10/10/1917 | 29/11/1917 | 50 ngày   |
| Leon Trotsky (1879–1940)       | 10/10/1917 | 29/11/1917 | 50 ngày   |
| Grigori Zinoviev (1883–1936)   | 10/10/1917 | 29/11/1917 | 50 ngày   |

## Cục chính trị (bầu từ 29/11)
| Tên (sinh – mất)           | Bắt đầu    | Kết thúc | Thời gian |
| -------------------------- | ---------- | -------- | --------- |
| Vladimir Lenin (1870–1924) | 29/11/1917 | 8/8/1918 | 99 ngày   |
| Joseph Stalin (1878–1953)  | 29/11/1917 | 8/8/1918 | 99 ngày   |
| Yakov Sverdlov (1885–1919) | 29/11/1917 | 8/8/1918 | 99 ngày   |
| Leon Trotsky (1879–1940)   | 29/11/1917 | 8/8/1918 | 99 ngày   |